# Liebherr
Liebherr, «Либхерр» — швейцарская машиностроительная компания со штаб-квартирой в Бюле (кантон Фрибур). Компания производит землеройную и строительную технику, комплектующие для авиации, бытовые и промышленные холодильники. Компанию основал в 1949 году Ганс Либхерр (нем. Hans Liebherr).

## История
В августе 1949 года Ганс Либхерр получил патент на разработанный им новый тип грузоподъёмного башенного крана и начал производство таких кранов. Особенностью его модели было то, что она разбиралась для транспортировки, сборка занимала 2—3 часа. За первый год работы предприятие Либхерра выпустило 160 кранов и получило выручку 2,2 млн марок. В 1950-х годах Либхерр разработал экскаватор с гидравлическим приводом; эта техника сформировала второе подразделение компании. В 1954 году было начато производство холодильников, а в 1956 году компания начала выпуск бетономешалок. Первый зарубежный завод был открыт в 1958 году в Ирландии. К концу 1950-х годов в компании работало 2400 человек, оборот достиг 77 млн марок. В марте 1960 года было создано подразделение комплектующих для авиации. В 1960-х годах были открыты новые заводы в Германии, Австрии, Франции и Швейцарии.
В 1970 году был создан филиал в США Liebherr Mining Equipment Co. В 1970-х годов компания стала поставщиком комплектующих для европейского авиастроительного концерна Airbus. К концу 1970-х годов в Liebherr работало 15 тысяч сотрудников, а оборот составлял 1,1 млрд долларов. В 1983 году штаб-квартира компании была перенесена в Швейцарию, где была зарегистрирована холдинговая компания Liebherr-International AG. К этому времени в руководство компании вошли 4 сына и дочь Ганса Либхерра.
В 1990-х годах был куплен американский производитель самосвалов Wiseda, открыт завод холодильников в Пловдиве (Болгария) и завод подъёмных кранов в Таиланде, созданы 4 совместных предприятия в Китае.

## Собственники и руководство
Холдинговой компанией группы компаний Liebherr является Liebherr-International AG в городе Бюль (Фрибур, Швейцария), которая полностью принадлежит членам семьи Либхерр. Семейное предприятие находится в руках второго поколения, и им совместно управляют Изольда Либхерр и Вилли Либхерр.
В 2012 году к руководству некоторыми подразделениями были привлечены первые представители третьего поколения: София Альбрехт, Ян Либхерр, Патриция Рюф, Штефани Вольфарт, Йоханна Платт.

## Деятельность
Группа Liebherr, в которую входят 140 компаний в мире — один из ведущих мировых производителей строительной и другой техники (подъёмных кранов, самосвалов и др.).
В группу также входит Liebherr Aerospace — подразделение Liebherr по производству авиационных комплектующих.
Выручка группы за 2022 год составила 12,89 млрд евро, её распределение по регионам: Европа — 59 %, Азия и Океания — 15 %, Северная Америка — 16 %, Ближний Восток и Африка — 6 %, Южная Америка — 4 %.
Основные категории продукции:
- землеройно-транспортные машины — гусеничные и колёсные погрузчики, экскаваторы, тракторы, самосвалы, 20 % выручки;
- техника для лесозаготовки — 5 % выручки;
- буровая техника — 3 % выручки;
- техника для горнодобывающей промышленности — самосвалы, экскаваторы, 10 % выручки;
- гусеничный и автомобильные краны — 24 % выручки;
- башенные краны — 4 % выручки;
- бетономешалки и бетононасосы — 2 % выручки;
- плавучие краны — 6 % выручки;
- аэрокосмические и транспортные системы — комплектующие для авиастроения (шасси, авионика, системы кондиционирования и др.), железнодорожного транспорта и автобусов, 10 % выручки;
- приводы и автоматизация — 2 % выручки;
- холодильное и морозильное оборудование — 9 % выручки;
- комплектующие — 4 % выручки;
- другое — 6 отелей в Ирландии, Австрии и Германии, 1 % выручки.

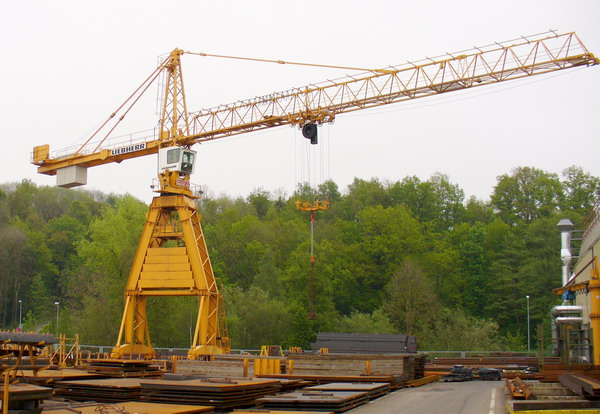
Башенный кран-погрузчик

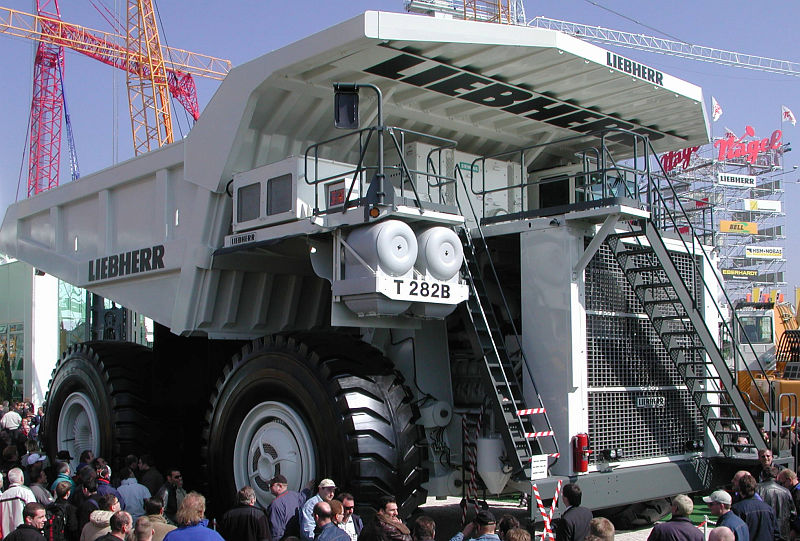
Карьерный самосвал Liebherr T282B

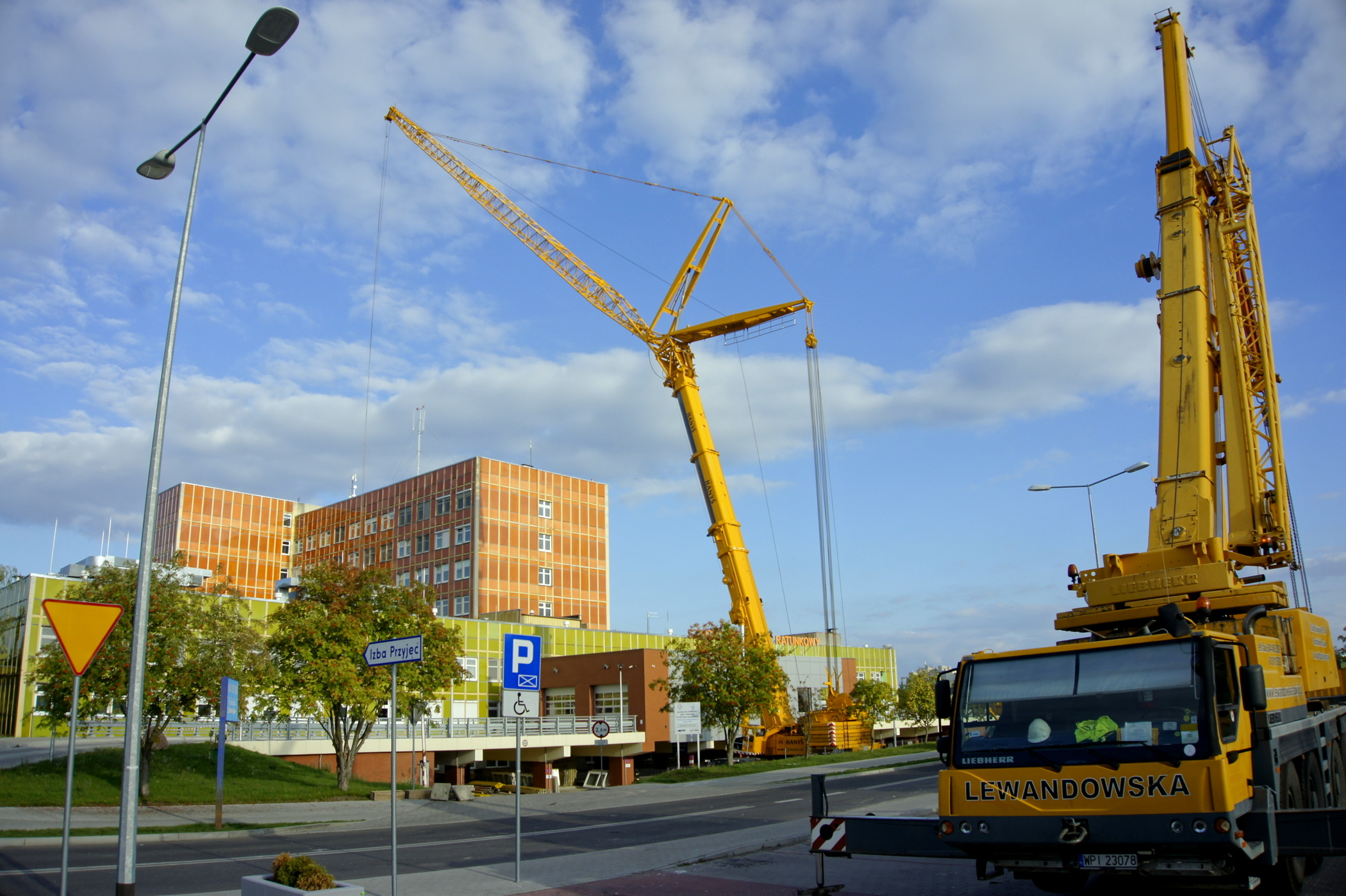
Автокран Liebherr LTM 1500-8.1

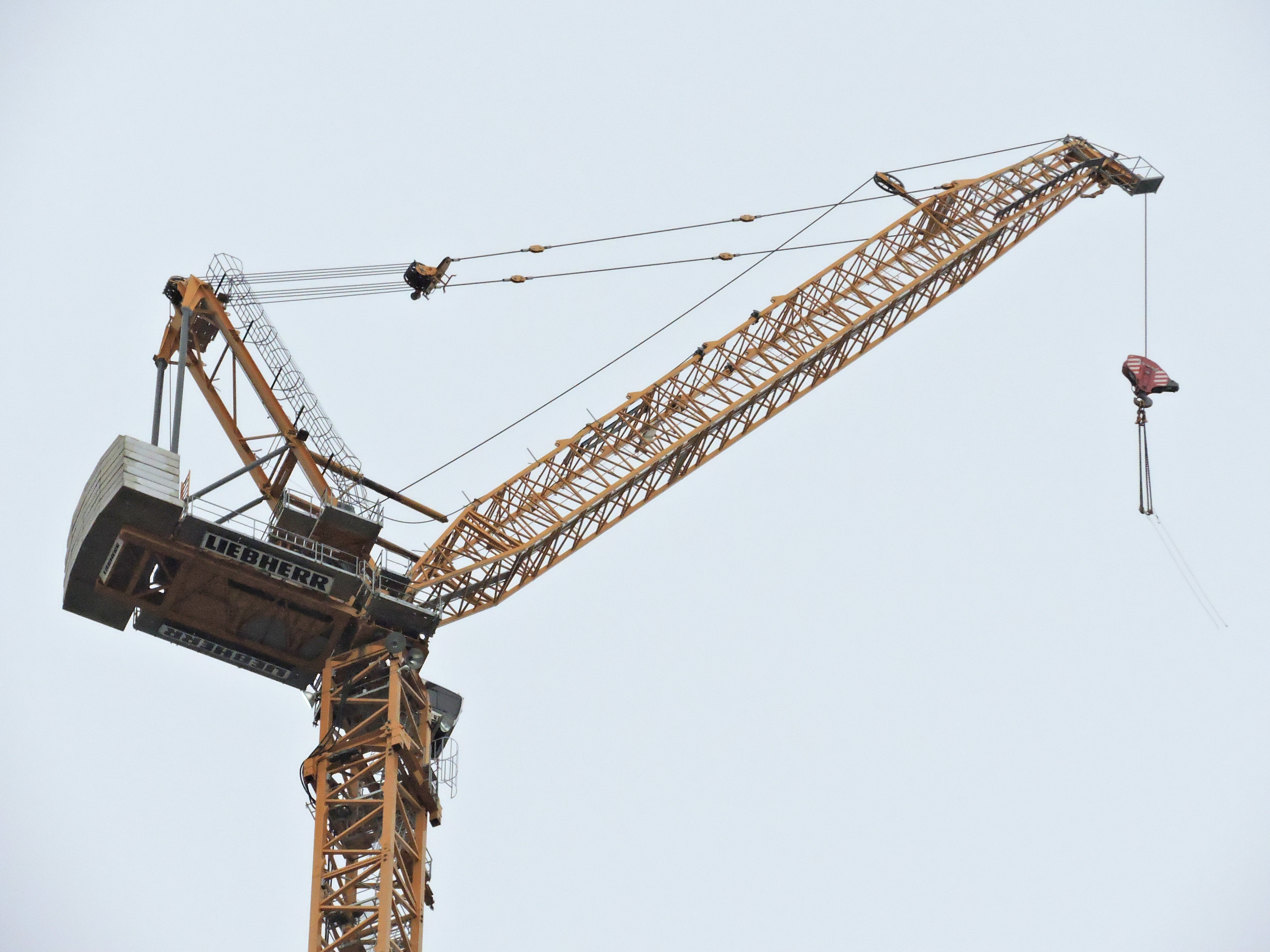
Башенный кран Liebherr-710 HC-L 32/64 Litronic с маховой стрелой

### Продукция
- Liebherr T282B — карьерный самосвал (полная масса автомобиля 600 тонн, мощность двигателя — 3650 лошадиных сил) имеет самую большую в мире (если не считать «БелАЗ-75710») грузоподъёмность — 363 тонны, наравне с Caterpillar 797F и Terex MT 6300AC.
- Liebherr LTM 11200-9.1 — самый мощный автомобильный кран на специальном 9-осном шасси и имеет самую длинную в мире телескопическую стрелу. Максимальная грузоподъёмность — 1200 тонн при 2,5 м вылете[7].
- Liebherr 904 — гидравлический экскаватор, предназначенный для перемещения, разработки и погрузки больших объёмов грунта. Общая масса экскаватора Liebherr 904 — 18,7 т. Машина способна передвигаться со скоростью до 30 км/час.

### Liebherr в России
Ещё при СССР на базе одесского завода тяжёлого краностроения было создано совместное предприятие, занимавшееся сборкой и локализацией тяжелых автокранов Liebherr. Предприятие выпускало автокраны под торговой маркой «Кранлод» с 1988 года. Вскоре после распада СССР производство остановилось.
В 2000 году в Москве было основано российское представительство, ООО «Либхерр-Русланд». На 2019 год «Либхерр-Русланд» имеет три крупных ремонтно-складских комплекса в Москве, Кемерово и Хабаровске, 7 региональных центров.
Неподалёку от города Дзержинск Нижегородской области, на 284-м км трассы М7, построены два промышленных предприятия Liebherr: завод «Либхерр Нижний Новгород» по производству строительной техники и «Либхерр-Аэроспейс Нижний Новгород» по производству компонентов авиационных систем. Закладка заводов осуществлена в 2006 году, первая продукция выпущена в 2011 году. Объём инвестиций составил около 170 млн евро.
25 марта 2014 года компания заключила с ОАО «КАМАЗ» договор на разработку новых рядных дизельных и газовых двигателей с широким диапазоном мощности (от 450 до 700 л. с.), соответствующих экологическим нормам Евро-5 и, в перспективе, Евро-6. Производство новых двигателей под маркой Р6 началось в 2019 году. Первый совместный двигатель «KAMAZ-910.12-450» установлен на новую модель КамАЗ 54901.
С 2014 года идет сотрудничество с Сибирским деловым союзом и его производственной площадкой Кемеровохиммаш. На мощностях завода организовано изготовление крупногабаритных навесных изделий для тяжелой строительной техники Liebherr. В частности кузовов карьерного самосвала Liebherr T264 грузоподъемностью 220 тонн и ковшей фронтального погрузчика Liebherr L 566 объёмом 6,5 м3.